# Mary Paget
Lady Mary Paget, contessa di Sandwich (Londra, 16 giugno 1812 – Londra, 20 febbraio 1859), è stata una nobildonna inglese.

## Biografia
Era la figlia del maresciallo Henry William Paget, I marchese di Anglesey, e di sua moglie, Lady Charlotte Cadogan.

## Matrimonio
Sposò, il 6 settembre 1838, John William Montagu, VII conte di Sandwich, figlio di George Montagu, VI conte di Sandwich, e di sua moglie, Lady Louisa Lowry-Corry. Ebbero sei figli:
- Lady Anne Florence Adelaide Montagu (?-16 gennaio 1940), sposò Alfred Charles Duncombe, non ebbero figli;
- Lady Emily Caroline Montagu (?-8 agosto 1931), sposò Sir William Hart Dyke, VII Baronetto, ebbero sei figli;
- Edward Montagu, VIII conte di Sandwich (13 luglio 1839-26 giugno 1916)
- Lord Victor Alexander Montagu (20 aprile 1841-30 gennaio 1915), sposò Lady Agneta Harriet Yorke, ebbero un figlio, George Montagu, IX conte di Sandwich;
- Lord Sydney Montagu (12 agosto 1842-4 aprile 1860)
- Lord Oliver George Paulet Montagu (18 ottobre 1844-24 gennaio 1893).

Ha ricoperto la carica di Lady of the Bedchamber della regina Vittoria (1839-1842).